# Descendants 3
Descendants 3 (titulada: Descendientes 3 en Hispanoamérica y Los descendientes 3 en España) es una película original de Disney Channel que se estrenó el 2 de agosto de 2019 en Estados Unidos a través de Disney Channel, en Latinoamérica el 9 de agosto de 2019 y en España el 26 de octubre de 2019. Es la tercera película en la franquicia Descendants, y la última entrega de la trilogía centrada en Mal y sus amigos. La película está dirigida por Kenny Ortega, quien dirigió las dos películas anteriores.
Protagonizada por Dove Cameron, Sofia Carson, Cameron Boyce, Booboo Stewart y Mitchell Hope; junto con Sarah Jeffery, China Anne McClain y Cheyenne Jackson en los roles antagónicos.
La película fue dedicada a la memoria del actor Cameron Boyce tras fallecer antes de su estreno el 6 de julio de 2019, y fue vista por 11.1 millones de espectadores.

## Argumento
Mal, Evie, Jay y Carlos ahora felices con sus vidas en Áuradon, regresan a la Isla de los Perdidos a celebrar el Día de los Jóvenes Villanos, donde cuatro descendientes serán elegidos para ir a Áuradon, como lo hicieron con ellos. Los elegidos fueron Dizzy, la hija de Drizella Tremaine, Celia, hija del Dr. Facilier, y Squeamy y Squirmy, los hijos gemelos del Señor Smee. Los problemas empiezan cuando al ir por los hijos de los villanos, Hades intenta escapar de la isla, logrando salir un poco de la barrera, logra activar su brasa y ataca a Carlos, Jay y Ben, Mal se transforma en dragón y enfrenta a Hades, sin embargo este la logra atacar con la brasa, drenando parte de sus poderes, pero Mal logra contraatacar, hace retroceder a Hades y vuelven a cerrar la barrera, todo esto siendo visto por todo Áuradon.
Durante una celebración, Ben, rey de Áuradon e hijo de Bella y Bestia, le pide matrimonio a Mal, causando los celos de Audrey, hija de Aurora y antigua novia de Ben. Durante la noche, Audrey, lastimada y enojada por el futuro de Mal, se infiltra en el Museo de Historia Cultural y llega a la Corona de la Reina, atraída e hipnotizada por el Ojo del Dragón (el cetro de Maléfica), roba la corona y toma el cetro, siendo corrompida y autoproclamándose "La Reina del Mal" ("The Queen of Mean" en inglés). Al día siguiente, El Hada Madrina, Mal, Bella y Bestia son informados por Ben del robo de la corona y el cetro, temiendo más por la seguridad de Áuradon y de que otro villano vuelva a escapar, Mal propone sellar la barrera de forma permanente, sabiendo que no podrán volver a sacar a ningún hijo de villano y ellos no podrán entrar para volver a ver a sus padres. 
Mal le cuenta esto a Evie, pero le omite que ella propuso la decisión. Los cuatro hijos de villanos se preparan para la fiesta de cumpleaños de Jane, la hija del Hada Madrina y novia de Carlos. Al salir Mal de la casa de Evie, es visitada por Audrey, quien ahora viste como una villana y amenaza a Mal, quien trata de hacer entrar en razón a Audrey, sin embargo esta, usando la magia del cetro hechiza a Mal, transformándola en una vieja bruja, Audrey escapa y los amigos de Mal salen a auxiliarla, sin embargo, Mal les explica que ningún hechizo es capaz de destruir uno del cetro y que lo único capaz de derrotar al Ojo del Dragón es la Brasa de Hades, a lo cual nadie sabe dónde esta su guarida, pero Celia les informa que ella si sabe, ya que su padre le encarga favores a Hades, a lo que Mal decide llevarla con ellos devuelta a la isla. Vuelven a Auradon para enfrentarse todos juntos a Audrey que los ha convertido en estatuas. Usando las motocicletas y un hechizo de Mal, llegan a la Isla de los Perdidos, ahí, el hechizo de Audrey sobre Mal se rompe, debido a que ninguna magia maligna funciona dentro de la barrera mágica. Celia los guía al Parque de Diversiones del Dr. Facilier/Hombre Sombra, quien recibe feliz a su hija, Celia toma la llave de la guarida de Hades, pero las motocicletas de los chicos son robadas por Harry, hijo de Garfio, Gil, hijo de Gastón y su banda de piratas, Carlos, Jay y Evie van a tratar de recuperarlas mientras Celia y Mal tratan de robar la Brasa.
Mientras tanto en la fiesta de Jane, Audrey llega furiosa al no ser invitada, Chad la convence de que lo acepte como aliado, usando el cetro, Audrey esparce un hechizo por toda la fiesta para que los invitados se duerman, Jane, al ver el Lago Encantado y sabiendo que ningún hechizo la puede afectar dentro de él, se zambulle y es protegida del encantamiento de sueño, que desaparece cuando Audrey se va. Jane le informa lo sucedido a Ben para que tome precauciones.
Mal y Celia llegan a la guarida de Hades, sin embargo, este las descubre, Mal revela que Hades es su padre y que la abandono cuando era bebé, sin embargo, este alega que abandono a su madre, debido a que tenía un carácter difícil. Mal le pide la Brasa a Hades, este le dice que solo funciona con él, pero Mal le explica que también funcionara con ella debido a que es su hija, Hades le dice que no funcionará de igual manera debido a que solo es mitad Hades, pero ella al insistir, Hades se la da, advirtiendo que si la Brasa llega a mojarse, esta dejará de funcionar.
Mal, Evie, Jay, Carlos y Celia, salen de la isla, sin embargo, antes de cerrarse la barrera, Harry y Gil escapan, al tratar de volver a encerrarlos nuevamente en la isla, la Brasa cae al agua, pero es atrapada por Uma, quien en su forma de pulpo logra obtenerla antes de que se mojara, entonces a petición de Evie, ella y Mal pactan una tregua, para trabajar juntos y enfrentar a Audrey, Uma acepta con la condición de que podrá sacar a cualquier hijo de villano, pero al desconfiar, decide quedarse con la Brasa, momentáneamente.
Ben es visitado por Audrey, quien le dice que romperá el Hechizo de Sueño si la convierte en su reina, Ben se niega, por lo que Audrey le lanza un encantamiento, convirtiéndolo en Bestia, y convierte en piedra a los ciudadanos restantes (entre ellos el Hada Madrina, quien iba por su varita).
Los ocho hijos de villanos (Mal, Evie, Uma, Celia, Jay, Carlos, Harry y Gil) llegan a Auradon, descubriendo que todos están dormidos y algunos convertidos en piedra, todos deciden ir al castillo para buscar a Ben, Audrey que los vigila por el Ojo del Dragón, hechiza unas armaduras y comienza una batalla entre los hijos de villanos, pero Mal logra romper el hechizo. Uma propone investigar en el cuarto de Audrey, donde sospechan que podría ocultarse en el lugar donde Aurora fue escondida de Maléfica. Jay, Carlos, Harry, Gil y Dude (“Colega”) salen a buscar a Ben, donde lo encuentran convertido en bestia por el hechizo de Audrey e intenta atacar a Harry y Gil, Carlos logra tranquilizarlo y llega Jane, mojándolo con agua del Lago Encantado y deshaciendo gradualmente el hechizo.
Mal, Evie, Uma, Celia y Doug, hijo de Dopey, son encerrados en la casa de Evie por Audrey, Mal intenta romper el hechizo, pero la magia de Audrey se fortalece, sin embargo, Uma y Mal recitan el conjuro juntas, logrando romper el encantamiento y liberándose, Uma, al estar más feliz y segura de estar con Mal, le devuelve la Brasa, se reúnen con los demás y les informan del lugar donde podría estar Audrey. Jane, Doug y Gil se van a buscar al Hada Madrina, descubriendo que fue petrificada.
Los demás se dirigen a la cabaña, sin embargo Audrey escapó. Fuera de ella, al no poder ocultar la mentira, Mal les revela el plan de sellar la barrera permanentemente, lo que provoca el enojo de sus amigos y de Celia, quien en un arranque de ira, toma la Brasa, la lanza al agua y escapa de ahí, Mal le pide a Uma que la ayude a volver a encenderla, pero se niega debido a su mentira y junto con Harry también se van. Evie, Jay y Carlos le reprochan a Mal su engaño, ella trata de hacerlos entender pero Audrey los transforma junto con Ben y Dude en piedra, Mal, viéndose sola se lamenta del engaño, pero se da cuenta de que ella es una villana y que al igual que todos, tiene una oportunidad de salir y redimirse.
Audrey secuestra a Celia y la mantiene como rehén para que Mal la rescate.Mal se transforma en dragón y trata de atacar a Audrey, sin embargo, con la Brasa apagada, el poder del cetro se muestra mucho mayor, Uma y Harry, al ver la pelea, regresan a auxiliar a Mal, juntas, la Brasa se vuelve a encender y Mal ataca a Audrey quien al mismo tiempo trata de hechizarla. El poder de la Brasa se muestra mucho mayor que el cetro, logrando hacer que el hechizo le rebote a Audrey, sumiéndola en un profundo sueño, Mal logra rescatar a Celia y todas las maldiciones de Audrey se rompen.
Sin embargo, Audrey continúa durmiendo, Mal intenta despertarla con la Brasa, pero no funciona, recordando que el poder de la Brasa no funciona igual con ella que con su padre. Bella, Bestia, Mal, Ben, el Hada Madrina y la Reina Leah (abuela de Audrey) se encuentran velando a Audrey, quien sigue dormida y el hechizo se está volviendo eterno, Mal le dice que solo una persona es capaz de despertarla y es Hades, revelando que podría convencerlo ya que cuenta a todos que es su padre. Bella, Bestia y Ben aceptan traer a Hades, Mal le devuelve a Hades su Brasa y este despierta a Audrey, arrepintiéndose de sus acciones villanas. Tanto Mal como Ben le ofrecen disculpas a Audrey. Hades se entrega nuevamente, Mal se despide de él y este a escondidas le regala la Brasa.
El día su fiesta de compromiso, Mal se niega a ser la reina que todos quieren que sea, y decide ser lo que es en realidad, una villana reformada convertida en héroe, proclamando que todo villano e hijo merecen una segunda oportunidad. El Hada Madrina le da su Varita Mágica a Mal, los chicos proclaman el hechizo y derriban la barrera de forma definitiva, uniendo la Isla de los Perdidos y Auradon. Los hijos de villanos se reúnen con su familia, Hades llega para vivir su vida con Mal, perdonándose y aceptando ser hija y padre, preparados para vivir una nueva vida donde villanos y héroes vivan juntos, en armonía y teniendo su final feliz. Cuando no queda nadie, Mal y sus tres amigos van a la Isla de los Perdidos para encontrarse con sus padres.

## Elenco

### Los Descendientes
- Dove Cameron como Mal, hija de Maléfica y Hades.[1]
- Sofia Carson como Evie, hija de la Reina Malvada.[1]
- Cameron Boyce como Carlos, hijo de Cruella de Vil.[1]
- Booboo Stewart como Jay, hijo de Jafar.[1]
- Mitchell Hope como Rey Ben, hijo de la Bella y la Bestia.[1]
- China Anne McClain como Uma, hija de Úrsula.[1]
- Sarah Jeffery como Audrey, hija de la  Princesa Aurora y el Principe Felipe.
- Brenna D'Amico como Jane, hija del Hada Madrina.[2]
- Thomas Doherty como Harry Hook, hijo del Capitán Garfio.
- Dylan Playfair como Gil, hijo de Gastón.
- Anna Cathcart como Dizzy Tremaine, hija de Drizella Tremaine.
- Jedidiah Goodacre como Chad Charming, hijo de Cenicienta y el Príncipe Encantador.[2]
- Zachary Gibson como Doug, hijo de Dopey ("Tontín" en Hispanoamérica; "Mudito" en España).
- Jadah Marie como Celia, hija del Doctor Facilier.
- Christian Convrey como Squeamy, uno de los hijos del Sr. Smee.
- Luke Roeesler como Squirmy, otro de los hijos del Sr. Smee.

### Los padres
- Melanie Paxson como el Hada Madrina, directora de la preparatoria Auradon y madre de Jane.
- Keegan Connor Tracy como la Reina Bella, madre del rey Ben.
- Dan Payne como el Rey Bestia, padre del rey Ben.
- Judie Maxie como la Reina Leah, madre de la princesa Aurora y abuela de Audrey.
- Jamal Sims como el Dr. Facilier, padre de Celia.
- Cheyenne Jackson como Hades, el dios del inframundo y padre de Mal.

### Otros personajes
- Bobby Moynihan como la voz de Dude ("Chico" en Hispanoamérica; "Colega" en España).

## Producción
Descendants 3 fue escrita y producida por Sara Parriott y Josann McGibbon, y dirigida y producida por Kenny Ortega. Wendy Japhet es productora de la película, con Ortega, Sara Parriott, Josann McGibbon y Japhet también como productoras ejecutivas. Mark Hofeling y Kara Saun regresan como diseñador de producción y diseñador de vestuario en la secuela, respectivamente. Además de interpretar al Dr. Facilier, Jamal Sims también se desempeña como coreógrafo de la película, junto con Ortega, que se desempeñó como coreógrafa para las tres películas de la franquicia.
Los ensayos y la pregrabación de la película comenzaron el 23 de abril de 2018 en Vancouver, Columbia Británica, Canadá. La producción comenzó el 25 de mayo de 2018. El 18 de julio de 2018, se informó en las redes sociales que la producción de la película había "terminado oficialmente".

## Lanzamiento y música
Algunas imágenes promocionales de la película se publicaron en el canal de YouTube de The Descendants en febrero de 2018 como un teaser o un primer vistazo a la producción. La película se estrenó en el 2 de agosto de 2019. En España, la película se estrena el 26 de octubre de 2019. La banda sonora se lanzará el mismo día del estreno de la película en Estados Unidos. La primera canción estrenada de esta película fue "Good to be Bad" lanzada el 31 de mayo de 2019.

## Under the Sea: A Descendants Short Story
Es un cortometraje secuela de Descendants 2, sirviendo como introducción a los acontecimientos de Descendants 3, que presenta a Mal y Uma en "un enfrentamiento épico bajo el agua", fue estrenado el 28 de septiembre de 2018 en Estados Unidos en Disney Channel.
En España, titulada como Bajo el mar: Una historia de Los Descendientes, fue estrenado el 6 de octubre de 2018. En Latinoamérica, titulada como, Bajo el mar: Descendientes 2.5, fue estrenada el 31 de octubre de 2018.
El corto dura 9 minutos e incluye la canción "Stronger" interpretada por Mal y Uma, que es una versión de la canción homónima de Kelly Clarkson.

### Sinopsis
Después de los sucesos ocurridos en Descendants 2, Mal sale del bosque que se encuentra en la Isla de los Perdidos, llegando a las orillas del lugar. Ahí se encuentra a Dizzy, quien la estaba buscando. Mal le cuenta que empezó a escuchar una voz (pero no revela que la voz pertenecía a su padre). Sin embargo, en ese momento, Dizzy, quien secretamente tenía el collar de Uma, es poseída por Uma, quien, junto con Gil y Harry comienzan a amenazarla. Pero Mal, viendo como única salida, se lanza al mar, comenzando una persecución para encontrar a Uma.
Sin embargo, Mal es despertada por Dizzy, pareciendo ser todo un sueño. Sin embargo, ambas escuchan un sonido. Mal le dice a Dizzy que presiente un peligro que terminara en Auradon. Finalmente, el collar se encuentra en la playa, donde Uma advierte que un peligro acecha a Mal y que no sabrá de donde vendrá.

### Elenco
- Dove Cameron como Mal, la hija de Maléfica.
- China Anne McClain como Uma, la hija de Úrsula.
- Anna Cathcart como Dizzy Tremaine, la hija de Drizella Tremaine.
- Thomas Doherty como Harry Hook, el hijo del Capitán Garfio.
- Dylan Playfair como Gil, el hijo de Gastón.

## Banda sonora
Descendants 3 (Original TV Movie Soundtrack) Es la banda sonora que acompaña la película del mismo nombre. El álbum y el sencillo líder, "Good to Be Bad", fueron lanzados el 31 de mayo de 2019 junto con la preorden del álbum. La banda sonora fue lanzada el 2 de agosto de 2019. Debutó en el número 7 del Billboard 200, y número 1 en el Billboard Kid Albums.

### Lista de canciones
| Descendants 3 (Original TV Movie Soundtrack) – Standard edition |                                 | |          |  |
| N.º                                                             | Título                          | Performer(s) | Duración |  |
| 1.                                                              | «Good to Be Bad»                | Dove Cameron Sofia Carson Cameron Boyce Booboo Stewart Anna Cathcart Jadah Marie                                         | 3:09     |  |
| 2.                                                              | «Queen of Mean»                 | Sarah Jeffery | 3:09     |  |
| 3.                                                              | «Do What You Gotta Do»          | Cameron Cheyenne Jackson                                                                                                 | 2:57     |  |
| 4.                                                              | «Night Falls»                   | Cameron Boyce Carson Stewart Marie China Anne McClain Thomas Doherty Dylan Playfair                                      | 3:08     |  |
| 5.                                                              | «One Kiss»                      | Carson Cameron McClain                                                                                                   | 2:29     |  |
| 6.                                                              | «My Once Upon a Time»           | Cameron | 3:48     |  |
| 7.                                                              | «Break This Down»               | Cameron Boyce Carson Stewart McClain Jeffery Doherty Playfair Cathcart Marie Mitchell Hope Brenna D'Amico Zachary Gibson | 3:29     |  |
| 8.                                                              | «Dig a Little Deeper»           | McClain | 2:57     |  |
| 9.                                                              | «Did I Mention»                 | Hope | 0:29     |  |
| 10.                                                             | «Rotten to the Core» (D3 Remix) | Cameron Boyce Carson Stewart McClain Jeffery Doherty Marie                                                               | 2:47     |  |
| 11.                                                             | «Happy Birthday»                | Jeffery | 0:36     |  |
| 12.                                                             | «VK Mashup»                     | Cameron Boyce Carson Stewart                                                                                             | 1:59     |  |
| 13.                                                             | «Descendants 3 Score Suite»     | David Lawrence | 5:01     |  |

Notas
- "VK Mashup" contiene muestras de "Rotten to the Core", "Ways to Be Wicked" y "Good to be Bad", de la primera, segunda y tercera banda sonora.

### Rankings
El álbum debutó en el puesto 7 en el Billboard 200, y en su segunda semana cayó al puesto 14.
El sencillo "Queen of Mean" alcanzó el puesto 49 en el Billboard Hot 100, el 57 en el Canadian Hot 100, y el puesto 89 en el UK Singles Chart.

### Charts
| Chart (2019)                                 | Peak position |
| -------------------------------------------- | ------------- |
| Australia (ARIA)                             | 36            |
| Bélgica (Ultratop flamenca)                  | 109           |
| Canadá (Billboard Canadian Albums)           | 36            |
| Países Bajos (Album Top 100)                 | 74            |
| Francia (SNEP)                               | 166           |
| España (PROMUSICAE)                          | 82            |
| Estados Unidos Billboard 200                 | 7             |
| Estados Unidos Kid Albums (Billboard)        | 1             |
| Estados Unidos Soundtrack Albums (Billboard) | 1             |

| Chart (2019)                     | Position |
| -------------------------------- | -------- |
| US Soundtrack Albums (Billboard) | 15       |